# Hans-Joachim Jabs
Hans-Joachim Jabs (Lübeck, 14 de novembro de 1917 – Lüdenscheid, 26 de outubro de 2003) foi um oficial alemão que serviu na Luftwaffe durante a Segunda Guerra Mundial. Foi condecorado com a Cruz de Cavaleiro da Cruz de Ferro com Folhas de Carvalho.

## Sumário da carreira

### Condecorações
- Cruz de Ferro (1939)
  - 2ª classe (15 de maio de 1940)[4]
  - 1ª classe (28 de maio de 1940)[4]
- Troféu de Honra da Luftwaffe (23 de março de 1943)[5]
- Cruz Germânica em Ouro (31 de agosto de 1943)[6]
- Cruz de Cavaleiro da Cruz de Ferro (1 de outubro de 1940) como Oberleutnant e piloto no 2./ZG 76[7][8]
  - 430ª Folhas de Carvalho (24 de março de 1944) como Hauptmann e Gruppenkommandeur do IV./NJG 1[8][9]